# Ołeksijiwka (rejon małowyskiwski)
Ołeksijiwka (ukr. Олексіївка) – wieś na Ukrainie, w obwodzie kirowohradzkim, w rejonie małowyskiwskim, około 12 km na południowy wschód od Małej Wyski. W 2021 roku liczyła 140 mieszkańców.

## Historia
Przed rozbiorami Aleksijówka leżała poza granicami Rzeczypospolitej, w XIX wieku należała do powiatu jelizawietgradzkiego (ujezdu) guberni chersońskiej. Po wojnach ukraińskich, od 1919 roku na terenie Ukraińskiej Socjalistycznej Republiki Radzieckiej ZSRR, od 1991 roku – na terenie Ukrainy.
W pierwszej połowie XIX Aleksijówka należała do rodziny Lutkowskich, od których w 1850 roku kupił ją (oraz niedaleką Łozowatkę) Leopold Kitka-Sokołowski herbu Ostoja. Około 1890 roku wnuczka Leopolda, córka Stanisława Kitki-Sokołowskiego, Amelia, wychodząc za Kazimierza Ścibora-Marchockiego (1856–1914}, wnuka Ignacego Ścibora-Marchockiego), również herbu Ostoja, wniosła mu Aleksijówkę i Łozowatkę w posagu. Ostatnimi właścicielami majątku byli synowie Kazimierza: Ignacy (1886–1945) i Zygmunt (1888–1916).

## Dwór
Najprawdopodobniej na przełomie XVIII i XIX wieku wybudowano tu obszerny, murowany, klasycystyczny dwór o cechach palladiańskich. Składał się z trzech połączonych ze sobą korpusów. Główny korpus to długi prostokątny, piętnastoosiowy dom mieszkalny, od strony ogrodu, ze względu na pochyłość terenu, na wysokiej podmurówce. Od strony podjazdu miał centralny portyk, którego sześć toskańskich kolumn dźwigało belkowanie. Portyk obejmował trzy środkowe osie i wchodziło się do domu po 8–10 stopniach. Narożniki budynku były ozdobione pilastrami. Ten korpus był przykryty gładkim, czterospadowym dachem gontowym (później blaszanym) z dwiema niewielkimi półkolistymi lukarnami od strony ogrodu.
Wnętrze miało układ dwutraktowy, z kilkunastoma dużymi i bardzo wysokimi pokojami. Była tu wielka sień wejściowa, podłużny pokój jadalny (po prawej stronie, od ogrodu), trzy salony z oknami i oszklonymi drzwiami wychodzącymi do wnęki portykowej (wgłębny portyk ogrodowy miał 10 kolumn) pośrodku traktu ogrodowego. Urządzenie pokoi było w stylu empire i biedermeier. Na ścianie jednego z salonów wisiał obraz Juliusza Kossaka Śmierć Andrzeja Niegolewskiego oraz cztery akwarele tego artysty.
Po obu stronach głównego korpusu dobudowano do jego bocznych elewacji dwa węższe skrzydła, które z kolei łączyły się ćwierćkolistymi galeriami kolumnowymi z dwiema stojącymi naprzeciw siebie, siedmio- lub dziewięcioosiowymi oficynami. Obie miały prostokątny kształt i przed każdą z nich, na osi głównej był podwyższony, półwgłębny portyk z dwiema parami kolumn i dwiema kolumnami wtopionymi w narożniki wnęk, wspierającymi trójkątny szczyt. Obie oficyny były kryte wysokimi, gładkimi, czterospadowymi dachami. W oficynach mieściły się pokoje gościnne, służbowe i gospodarcze, kuchnia, spiżarnia, kancelaria itd..
Przed dworem i oficynami rozciągał się ogromny, kolisty, trawiasty dziedziniec otoczony drogą wjazdową. Na wprost dworu stała murowana brama z żelaznymi wrotami. Od strony ogrodu był również gazon, na którym rosło kilka świerków. Dalej, na pochyłości rozciągał się właściwy park krajobrazowy, dochodząc do położonego niżej stawu.
Majątek w Aleksijówce jest opisany w 11. tomie Dziejów rezydencji na dawnych kresach Rzeczypospolitej Romana Aftanazego.